# Chiesa di San Michele Arcangelo (Foiano della Chiana)
La chiesa di San Michele Arcangelo o chiesa di San Domenico è un edificio sacro che si trova a Foiano della Chiana, in provincia di Arezzo.

## Storia e Descrizione
La chiesa e il convento dei domenicani furono costruiti dalla fine del Trecento sul luogo di un antico monastero e furono ampliati alla fine del Quattrocento e poi parzialmente ricostruiti a partire dal 1561, dopo i danni causati dalla guerra di Siena. Il convento fu soppresso da Pietro Leopoldo nel 1782 ed in esso nel 1814 vi furono istituite le scuole pubbliche. 
La facciata ristrutturata secondo moduli tardo barocchi mostra un bel portale in pietra serena sovrastato ai lati da due finestroni contigui a un cornicione modanato, sul quale si appoggia il coronamento mistilineo. Sul retro dell'edificio sorge il campanile quattrocentesco con guglia in laterizio. 

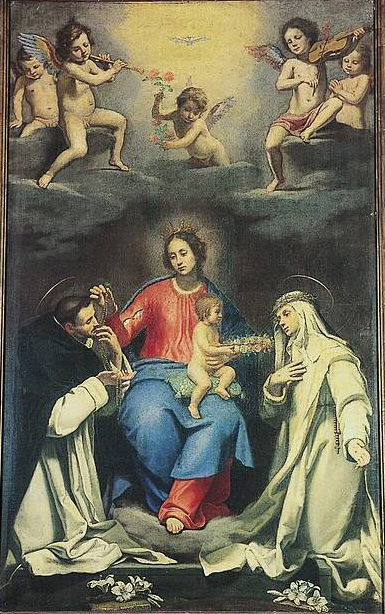
La Madonna del Rosario fra San Domenico e Santa Caterina da Siena di Lorenzo Lippi (1652)

L'interno è ad unica navata con tre absidi con copertura a capanna e soffitto a capriate, corredato da tre altari per lato.
Al primo altare si trova la Natività di Maria di Andrea Commodi (1611), mentre al secondo si vede la Madonna del Rosario fra san Domenico e santa Caterina da Siena, opera firmata da Lorenzo Lippi e datata 1652, del consueto rigore formale sostenuto dal disegno accurato, in cui il rischio di un'immagine convenzionale è riscattato dalla luce che evidenzia il gentile naturalismo della scena. 
Al terzo altare è un'opera più antica databile tra la fine del Cinquecento e l'inizio del Seicento, una Madonna col Bambino e santi di notevole qualità, rimasta a lungo anonima ma attribuita oggi a Teofilo Torri o a Francesco Cungi.
Al terzo altare sinistro è un'altra delle opere robbiane presenti a Foiano: l'Ascensione di Cristo in terracotta invetriata attribuita ad Andrea e Giovanni della Robbia (fine XV secolo). In chiesa sono anche due confessionali e due pancali in legno intagliato a fogliami d'acanto e volute, entrambe pregevoli opere toscane del XVII secolo. 
La Cappella di Santa Caterina da Siena presenta una ricca e notevole decorazione a stucchi settecentesca.